# Carry trade
Carry trade – strategia inwestycyjna polegająca na pozyskiwaniu finansowania w walucie o niskiej stopie procentowej i lokowaniu tak uzyskanych środków pieniężnych w instrumentach finansowych o wyższej rentowności nominowanych w innej walucie.
Innymi słowy, jest to wykorzystywanie różnic w oprocentowaniu. Strategia taka ma duże szanse powodzenia w stabilnym otoczeniu makroekonomicznym, i to zarówno na rynku pieniądza, jak i walutowym. Wykorzystuje się tu prawidłowość, według której waluty krajów o wysokich stopach procentowych mają tendencję do umacniania się. Niemniej jednak operujący strategią carry trade liczyć się muszą z, między innymi, ryzykiem walutowym.

## Stopy procentowe
W tym przypadku tradycyjny strumień przychodów banku komercyjnego generuje następująca strategia: pozyskać pieniądz tanio, np. po stopie overnight albo po stopie, którą bank płaci deponentom, i pożyczyć (komuś) drogo, po stopie kredytu długoterminowego.
Strategia funkcjonuje prawidłowo przy nachylonej ku górze krzywej dochodowości, ale przynosi straty w sytuacji odwrotnej. Wahania wysokości krótkoterminowych stóp procentowych, w czasie gdy szefem Systemu Rezerwy Federalnej był Paul Volcker, spowodowały dokładnie ten problem, i było to zalążkiem kryzysu „oszczędnościowo-kredytowego” lat 80. XX wieku.
Popularna anegdota charakteryzuje opisywaną działalność banków komercyjnych jako „biznes 3-6-3”: pożycz za 3%, następnie pożycz to komuś po 6%, i bądź na polu golfowym przed trzecią.